# فرانتيشيك كونفيتشكا
فرانتيشيك كونفيتشكا (بالتشيكية: František Konvička)‏ مواليد 11 أغسطس 1939 في التشيك، هو لاعب كرة سلة تشيكي سابق. بدأ مسيرته الاحترافية في سنة 1957. مثّل منتخب بلاده. شارك في دورة الألعاب الأولمبية الصيفية سنة 1960. اعتزل اللعب في 1973. لعب مع نادي برنو لكرة السلة في الدوري التشيكي الوطني لكرة السلة.

## روابط خارجية
- فرانتيشيك كونفيتشكا على موقع الاتحاد الدولي لكرة السلة (الإنجليزية)
- فرانتيشيك كونفيتشكا على موقع سبورتس رفرنس (الإنجليزية)
- فرانتيشيك كونفيتشكا على موقع أوليمبيديا (الإنجليزية)
- فرانتيشيك كونفيتشكا على موقع اللجنة الأولمبية التشيكية (التشيكية)